# Komes
Komes (łac. comes, lm.: comites) – w okresie Cesarstwa Rzymskiego było określeniem dla klienta będącego towarzyszem swojego patrona, później tytuł doradcy cesarza, kierownika działu cesarskiej administracji centralnej lub dostojnika skupiającego władzę administracyjną i wojskową rzymskiej prowincji, a od III w. tytuł cesarskich wyższych urzędników dworskich lub państwowych. W średniowiecznym państwie frankijskim tak tytułowano urzędników dworskich oraz naczelników okręgów miejskich z ludnością romańską, później także reprezentantów władcy w danym regionie, a na terenach zamieszkałych przez ludność germańską jego odpowiednikiem był hrabia (grafio). Ze słowa comes wywodzą się angielskie i romańskie tytuły hrabiowskie i nazwa hrabstwo, a na Węgrzech nazwa okręgu administracyjnego – komitat. Na ziemiach wczesnośredniowiecznej Polski był to odpowiednik żupana, tytuł dygnitarzy królewskich – rządców okręgów grodowych lub prowincji w XI i XII w., a później tytuł wyższych urzędników lub pełniących ważne funkcje z królewskiego rozkazu w XIII i XIV w.

## Komes w Polsce
W Polsce nazwa komes w dokumentach pojawia się w XII wieku wskutek przejmowania zachodnich zwyczajów i tytulatury.  Kontakt z  Zachodem dotyczył przede wszystkim rodziny książęcej i najbliższych jej współpracowników. Pierwotnie komesami nazywano panów lennych (możnowładców), w okresie feudalnym zarządców okręgów grodowych. Jako urzędnicy królewscy zarządzali grodem, pilnowali poboru podatków, na swoim terenie sprawowali władzę sądowniczą i dowodzili wojskiem. Z racji położenia okręgu komesi nie byli równi sobie – komesi stolicy i obszarów bardziej strategicznych zazwyczaj byli wybierani spośród bardziej zaufanych ludzi i mieli częstszy kontakt z władcą. Częściej też ruszali na wojnę, a z różnych przyczyn nie idąc sami musieli wyznaczać zastępcę do spraw wojennych. Z nich można wywodzić funkcję wojewody.
Funkcja komesa często była dziedziczona, a po jej zakończeniu (np. nie było potomka męskiego) tytuł pozostawał i stawał się dziedziczny – w efekcie czego pojawili się komesi tytularni. Przedniejsi z możnowładców, czując się im równymi z racji majątku, również przyjmowali tytuł komesa, mimo że nie było to związane ze sprawowaniem zarządu okręgu, tak jak wciąż miało to miejsce w Europie Zachodniej. Jak podaje profesor Juliusz Bardach: była to grupa zamknięta i przynależność do niej wynikała w zasadzie z tytułu urodzenia, a więc była dziedziczna. Na tej drodze pojawiły się również inne tytuły. Kres rozwarstwieniu szlachty i tytułomanii starała się położyć późniejsza polityka społeczna książąt piastowskich, a formalnie przypieczętowała konstytucja z 1638 roku, która zakazywała używania w Polsce wszelkich tytułów – z wyjątkiem enumeratywnie wymienionych tytułów książęcych rodzin pochodzących z Wielkiego Księstwa Litewskiego (kniaziów). Mimo to wiele rodzin arystokratycznych mogących się poszczycić pochodzeniem od wczesnośredniowiecznego możnowładztwa nawiązywało i nawiązuje do komesowskiej genezy swego rodu.
Zarządcy zamków książęcych lub królewskich w szczególnie ważnych miastach, często używali tytułu komesa nadwornego. Pełnili te same funkcje co inni na mniejszym obszarze i pod okiem księcia więc przede wszystkim musieli dbać o bezpieczeństwo i wygodę panującego. W tłumaczeniach łacińskie słowa comes palatinus zazwyczaj zastępowane są zwrotami: komes wrocławski, komes krakowski, itp. Z czasem, w miarę rozwoju hierarchii dworskiej, funkcja uległa przekształceniu, na Zachodzie w sędziego pełnomocnika władcy (zobacz: palatyn) w Polsce w podkomorzego.
Według Romana Grodeckiego na przełomie XII i XIII w. na całym obszarze władztwa jednego księcia (króla) mógł być tylko jeden komes nadworny. Na tym tle doszło do konfliktu między Goworkiem, a wojewodą Mikołajem. Wtedy komes nadworny zarządzał urzędami, mianował i odwoływał w imieniu króla różnych urzędników, więc stanowisko było znaczne, ale i niepopularne bowiem zyskując przychylność nielicznych mianowanych równocześnie zyskiwało się niepomiernie więcej wrogów wśród tych pominiętych. Znamienny jest tu przykład Sieciecha, comesa palacii Władysława Hermana. Według Galla Anonima, rozdawał on urzędy w całym państwie swoim krewnym oraz pochlebcom nawet spoza warstwy możnych. Zwłaszcza to ostatnie wzburzyło wszystkich. Po upadku Sieciecha książę nie powołał nowego palatyna, sam przejmując jego obowiązki.
Księżna Helena sprawująca władzę w imieniu małoletniego Leszka Białego (po 1194 r.) również samodzielnie mianowała na urzędy, chociaż polegając na rekomendacjach swoich zaufanych, duchownego Nicolausa i rycerza Fulco. Za Wacława II (przywilej z 1291 r.) sprawa została przesądzona; istotne rozstrzygnięcia mogły być podejmowane tylko po konsultacjach z przedstawicielami Kościoła i miejscowego możnowładztwa. Podobne zobowiązania podjął już w 1228 r. Władysław Laskonogi, tak więc eliminację urzędu palatyna oraz kolegialność decyzji można uznać za zjawisko trwałe.
W 1209 r. Henryk Brodaty mianował palatynem (a właściwie – z racji funkcji – kanclerzem) Mikołaja, człowieka spoza dworu, niemającego żadnego oparcia wśród możnowładców. Jako obcemu i nie należącemu do istniejącego wcześniej układu, bardziej opłacało mu się posłuszeństwo wobec Henryka, z którego woli piastował funkcję, niż udział w dworskich intrygach; nie mógł też liczyć na przychylność czy protekcję kogokolwiek z dworu. Chociaż to Henryk mianował na urzędy, Mikołaj ponosił za te nominacje całą odpowiedzialność. Jak widać, po wprowadzeniu władzy absolutnej stanowisko palatyna uległo przemianie w posadę kanclerza, wykonującego polecenia króla lub księcia, a na dworach z tendencjami demokratycznymi zostało całkowicie zlikwidowane na rzecz organu kolegialnego działającego przy królu lub księciu – początkowo była to rada baronów.
W pewnym okresie, w południowo-wschodniej Polsce, na Węgrzech, w Rumunii funkcję naczelnika (a więc odpowiednika palatyna) okręgu zwanego wtedy komitatem pełnił żupan.

## Terminologia
Należy odróżnić komesów od baronów (barones). Tym drugim terminem w Polsce określano radę książęcą i wyższych urzędników – przeciwnie do praktyki w Europie zachodniej, gdzie baronami określano alodialnych panów (np. niemieccy Freiherr). W Polsce, formalnie rzecz biorąc, każdy szlachcic miał rangę barona.
W niektórych opracowaniach (tłumaczeniach z łaciny) wyraz comes przekładany jest jako książę. Jest to podobny błąd merytoryczny, jak przekładanie angielskiego tytułu earla jako księcia, zamiast hrabiego.
W Niemczech palatyn (Pfalzgraf) z cesarskiego urzędnika stał się stopniowo panem feudalnym o randze księcia, natomiast nadawany przez Stolicę Apostolską tytuł Comes Palatinus Lateraneum – jest powszechnie tłumaczony jako tytuł hrabiowski.